# Ridna Szkoła
Ridna Szkoła (ukr. Рідна школа) – ukraińskie stowarzyszenie pedagogiczne i oświatowe.
Została założona w Galicji, w roku 1881. Początkowo nazywała się Ruskie Towarzystwo Pedagogiczne Ridna Szkoła, od 1912 Ukraińskie Towarzystwo Pedagogiczne Ridna Szkoła.
Pierwszym prezesem stowarzyszenia był Amwrosij Janowski. Najbardziej znani prezesi: Ołeksandr Barwinski, Edward Charkewycz (1896–1902), Ostap Makaruszka, inni działacze: Anatol Wachnianin, Kostiantyna Małyćka, Julian Romanczuk, Wołodymyr Szuchewycz.
Po agresji ZSRR na Polskę w końcu 1939 rozwiązane przez władze sowieckie.